# 麻王國

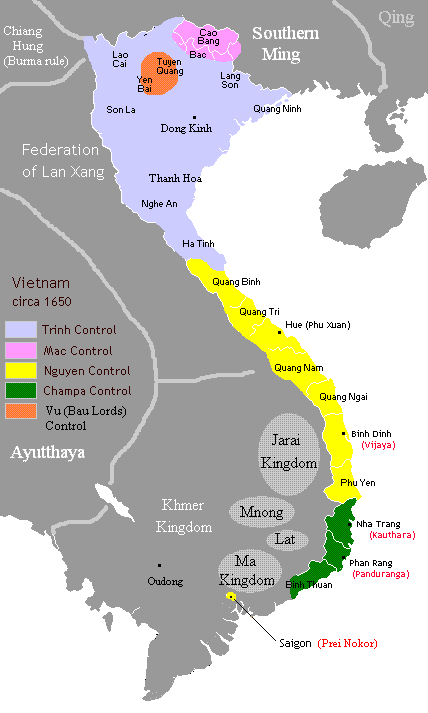

麻王國是越南西原地區由麻族建立的一個已不存在的政權，其存在時期為15世紀至17世紀左右。
麻王國位於多樂高原，地域遼闊。這一部族國家大約在15世紀時期形成。17世紀，法國殖民勢力進入交趾支那。麻族人拒絕接受法國殖民者的統治，退入叢山之中。